# Mauricio Pinilla
Mauricio Pinilla, född 4 februari 1984 i Santiago, är en chilensk fotbollsspelare.

## Karriär
Pinilla har sina fotbollsrötter i den chilenska klubben Universidad de Chile, men redan som 19-åring flyttade han till Europa för att spela som proffs. Det var Inter som köpte loss honom efter imponerande resultat (20 mål på 39 matcher) i den inhemska ligan. Inter beslutade dock att låna ut Pinilla till en mindre klubb för att han skulle få A-lagserfarenhet och lösningen blev då Chievo (och senare också Celta Vigo). 2004 köpte den portugisiska klubben Sporting loss chilenaren.
Efter en spelad säsong med sin nya klubb lånades han ut till den spanska klubben Racing Santander och till den skotska klubben Heart of Midlothian FC. 2007 lånades han också ut till sin gamla klubb Universidad de Chile.
Inför säsongen 07/08 beslutade Heart of Midlothian FC att köpa loss Pinilla från Sporting.

## Landslag
Mauricio Pinilla debuterade i det chilenska landslaget 2003.

## Meriter

### International
- Copa América: 2015,[1] 2016[2]